# Karl Tellenbach
Karl Tellenbach, né le 6 avril 1877 à Walkringen et mort le 31 juillet 1931 à Berne et connu sous le nom de Dällebach Kari, est un coiffeur bernois.
Personnage original de la ville de Berne, sa vie a été en particulier le sujet d'un film réalisé en 1970 par Kurt Früh,. Un autre film sur Karl Tellenbach, Eine wen iig, dr Dällebach Kari, réalisé par Xavier Koller, est sorti en 2012.

### Films
- « Dällebach Kari » (présentation de l'œuvre), sur l'Internet Movie Database
- Film Dällebach Kari (1970)
- « Eine win iig, dr Dällebach Kari » (présentation de l'œuvre), sur l'Internet Movie Database
- Film Eine win iig, dr Dällebach Kari (2012)